# Lepidochelys
Lepidochelys é um género de tartarugas-marinhas da família dos quelonídeos. Compreende apenas duas espécies. A tartaruga-marinha-pequena (L. kempii) está catalogada como em perigo crítico de extinção e a tartaruga-marinha-olivácea (L. olivacea) como vulnerável. É o único género actual de tartarugas marinhas que tem mais de uma espécie. Vivem em águas quentes; a L. kempii essencialmente em águas americanas e a L. olivacea em águas do Índico e Pacífico, africanas e americanas, e só raramente são vistas na Europa. São as tartarugas marinhas mais raras nas costas europeias, especialmente a L. olivacea.
As Lepidochelys adultas possuem um comprimento entre 51 e 71 cm e um peso de 36 a 50 kg, sendo tartarugas relativamente pequenas comparativamente a outras tartarugas marinhas. Alimentam-se de caranguejos, peixe, cefalópodes, amêijoas e vegetação marinha.
O nome do género deriva das palavras gregas lepidos, que significa escama, e chelys, que se traduz por tartaruga. Isto poderia fazer referência à grande quantidade de escudos costais que este género apresenta.

## Espécies
- Lepidochelys kempii (Garman, 1880) — Tartaruga-marinha-pequena.
- Lepidochelys olivacea (Eschscholtz, 1829) — Tartaruga-marinha-olivácea.